# John Letcher Chapin
John Letcher Chapin (15 tháng 3 năm 1913 - 22 tháng 1 năm 1944) là một đại úy trong Lục quân Hoa Kỳ trong Thế chiến thứ hai. Ông sinh ra và lớn lên ở El Paso, Texas và có bằng kỹ sư hóa học tại Đại học Texas A&M, làm việc tại Bưu điện El Paso, và sớm được một đơn vị Vệ binh Quốc gia của Quân đội Texas tuyển dụng.
Chapin trở thành chỉ huy của một đại đội trong Thế chiến thứ hai và từ chối nhiều lần thăng chức. Ông bị thương trong trận San Pietro Infine nhưng không trở về nhà, mất trong trận Rapido khi cố gắng vượt qua Phòng tuyến mùa đông ở Ý vào ngày 22 tháng 1 năm 1944. Ông được chôn cất tại Ý và được tưởng niệm trong Đại đội trưởng John L. Trường trung học Chapin ở El Paso.

## Tiểu sử
John Letcher Chapin sinh ngày 15 tháng 3 năm 1913 tại El Paso, Texas. Ông học trung học cơ sở và trung học phổ thông tại Khu học chánh El Paso và Ysleta ISD, tốt nghiệp trường Trung học Ysleta. Chapin lấy bằng kỹ sư hóa học tại Đại học Texas A&M vào năm 1936.
Năm 9 tuổi, Chapin gặp Velma Perkins và kết hôn vào ngày 21 tháng 4 năm 1937. Họ có một con trai tên là Paul sinh ngày 27 tháng 12 năm 1938. Chapin làm việc tại Bưu điện El Paso và dự định học trường y trước khi nhập ngũ.

## Sự nghiệp
Một đơn vị Vệ binh Quốc gia của Quân đội Texas đã tiếp cận Chapin về việc trở thành sĩ quan chiến tranh hóa học của họ với bằng cấp của ông, và đã chọn gia nhập Chi nhánh Bộ binh để thay thế. Ông chỉ định ở lại đơn vị trong một năm, nhưng đại đội của ông đã được kích hoạt vào tháng 11 năm 1940 với tên gọi Đại đội E, Trung đoàn bộ binh 141, Sư đoàn 36.
Trong quá trình đào tạo, Chapin được thăng chức và nắm quyền kiểm soát đại đội, thường được các thành viên tôn trọng do kỹ năng và sự công bằng. Tuy nhiên, Chapin đã từ chối năm lần thăng cấp lên thiếu tá để ở lại với đại đội của mình. Hầu hết các thành viên chủ yếu là người Tây Ban Nha và không nói tiếng Anh, và Chapin, biết nói tiếng Tây Ban Nha, tin rằng việc rời khỏi công ty của anh ấy có thể mang theo một đội trưởng không nói được tiếng Tây Ban Nha, người sẽ ngược đãi các binh sĩ. Một ví dụ cụ thể khác về sự tận tâm của Chapin đối với những người lính của mình là việc đơn vị của ông tẩy chay một nhà hàng bánh mì kẹp thịt ở EL Paso. Người quản lý kinh doanh của nhà hàng đã treo biển từ chối phục vụ cho người da đen và người Mexico, điều này dẫn đến việc toàn bộ đơn vị bị tẩy chay và phạt 500 USD vì phân biệt đối xử.
Đại đội E đóng quân tại nhiều địa điểm khác nhau trên khắp Hoa Kỳ, trong khi gia đình Chapin cuối cùng chọn định cư ở California.

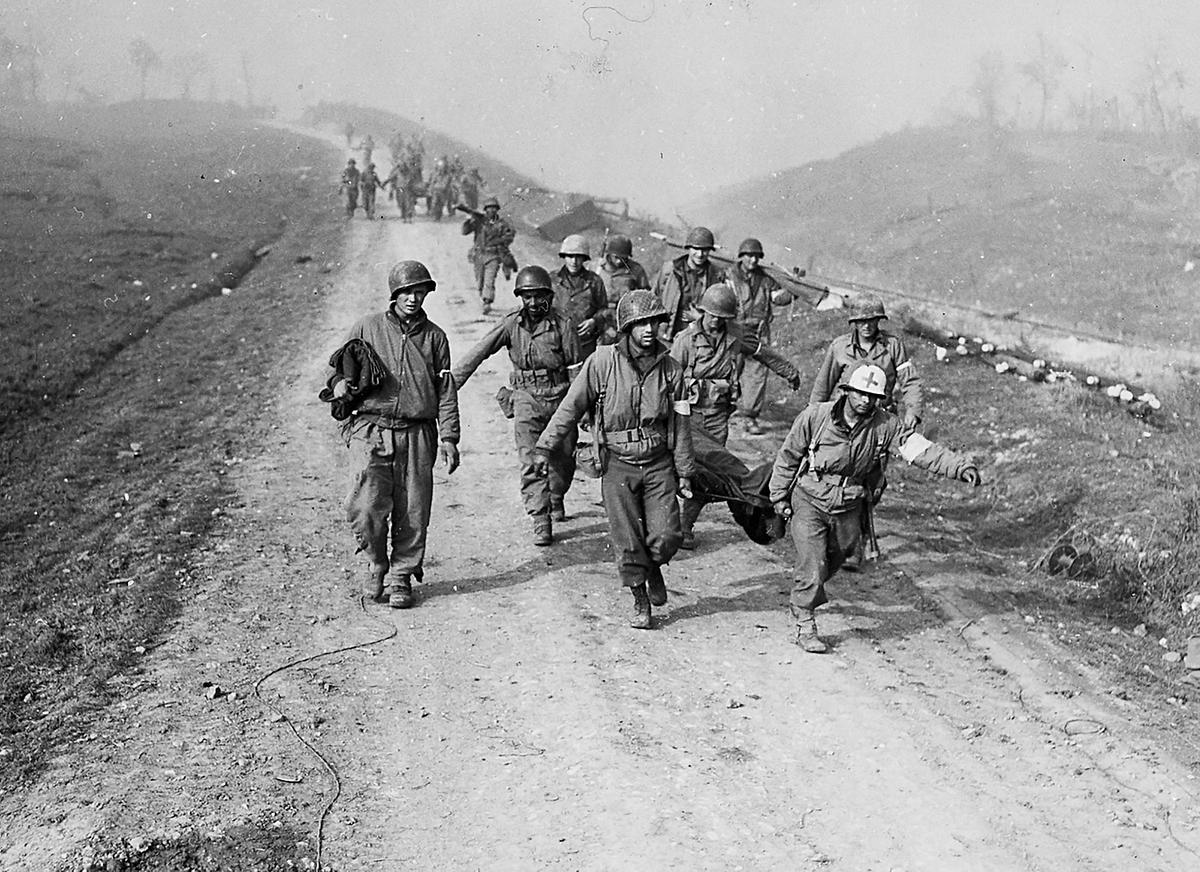
Lính Mỹ đưa người bị thương trở về sau trận sông Rapido

Vào ngày 12 tháng 12 năm 1942, Chapin khởi hành trên chuyến tàu đến tiền tuyến ở châu Âu trong Thế chiến thứ hai. Ông đã chiến đấu tại Salerno và San Pietro Infine, ông bị thương nặng và từ chối trở về nhà để ở lại với đơn vị. Ông bị giết bởi súng máy của Đức vào ngày 22 tháng 1 năm 1944, trong khi cố gắng vượt qua Phòng tuyến Mùa đông ở Ý trong Trận chiến sông Rapido, xảy ra trên Sông Gari. Thi thể của ông được tìm thấy trong một cái hố và được trao tặng một Ngôi sao bạc cho lòng dũng cảm và sự tận tâm của mình. Chỉ 27 trong số 145 binh sĩ của Đại đội E sống sót sau trận chiến.
Velma không biết về cái chết của Chapin cho đến ngày 22 tháng 2 năm 1944, đúng một tháng sau khi ông qua đời. Thi hài của ông được chôn cất tại Nghĩa trang và Đài tưởng niệm người Mỹ Sicily – Rome ở Nettuno, Ý, trên bia mộ có các chữ cái "KIA" để tượng trưng rằng ông đã bị giết trong hành động bảo vệ Hoa Kỳ.

## Di sản

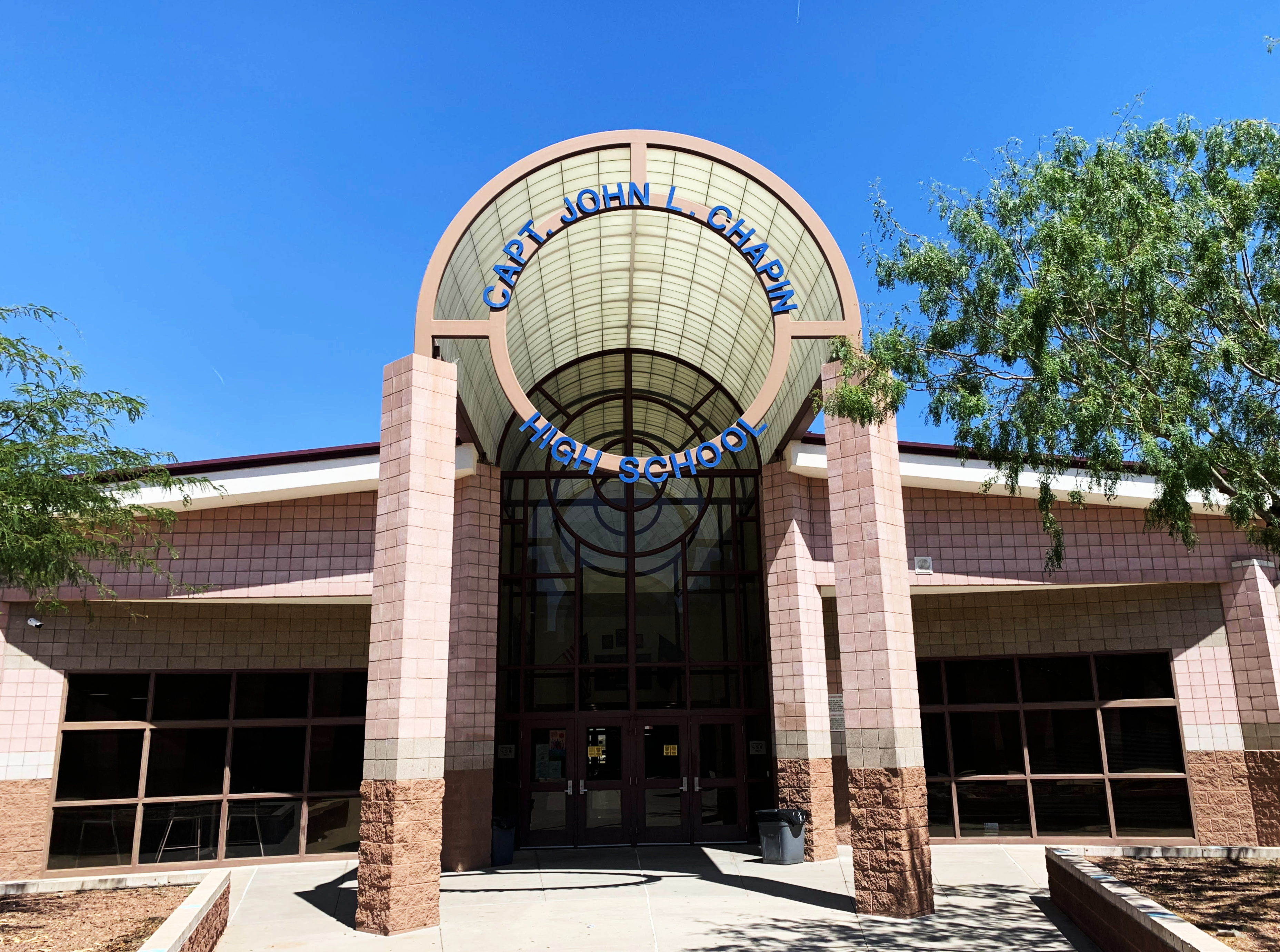
Trường trung học Captain John L. Chapin ở EI Paso, Texas, được đặt theo tên của Chapin

Ông được tưởng nhớ dưới tên của Trường trung học Đại úy John L. Chapin ở El Paso, được xây dựng vào năm 2001. Ủy ban quyết định tên cho ngôi trường mới ban đầu dự định sử dụng tên của một anh hùng chiến tranh người Tây Ban Nha ở địa phương, nhưng đã nói với nhiều thành viên còn sống của Công ty E, những người đã nhấn mạnh vào tên của Chapin. Họ trích dẫn sự vị tha của Chapin, từ chối nhận sự thăng tiến và sự tôn trọng đối với những người mà ông đã lãnh đạo.
Công ty E nói chung được nhớ đến qua các cuốn sách lịch sử như Patriots from the Barrio, mà Wilmer Valderrama và WM Entertainment đã mua bản quyền phim và truyền hình, và The Men of Company E.